# Soda (botanica)
Soda  (Dumort.) Fourr., 1869 è un genere di piante appartenente alla famiglia Amaranthaceae

## Tassonomia
Il genere comprende le seguenti specie:
- Soda acutifolia (Bunge) Mosyakin, Freitag & Rilke
- Soda austroiranica (Akhani) Akhani
- Soda cyrenaica (Maire & Weiller) Akhani
- Soda florida (M.Bieb.) Akhani
- Soda foliosa (L.) Akhani
- Soda grandis (Freitag, Vural & Adıgüzel) Akhani
- Soda inermis Fourr.
- Soda kerneri (Woł.) Akhani
- Soda longifolia (Forssk.) Akhani
- Soda makranica (Freitag) Akhani
- Soda oppositifolia (Desf.) Akhani
- Soda rosmarinus (Bunge ex Boiss.) Akhani
- Soda schweinfurthii (Solms) Akhani
- Soda stocksii (Boiss.) Akhani